# Grewia rogersii
Grewia rogersii là một loài thực vật có hoa trong họ Cẩm quỳ. Loài này được Burtt Davy & Greenway mô tả khoa học đầu tiên năm 1926.